# Sci alpino al XVII Festival olimpico invernale della gioventù europea
Le gare di sci alpino al XVII Festival olimpico invernale della gioventù europea si sono svolte dal 10 al 16 febbraio 2025 alla Didveli di Bakuriani
Sono stati disputati due gare maschili, due gare femminili e una gara mista, per un totale di 5 gare.

## Comitati olimpici partecipanti
Ogni nazione, ad eccezione della nazione ospitante, ha potuto iscrivere un massimo di 8 atleti, 4 uomini e 4 donne. In seguito alla sospensione degli atleti di Russia e Bielorussia da tutte le competizioni sportive dovuta all'invasione russa dell'Ucraina del 2022 le loro delegazioni non sono state incluse tra i comitati partecipanti, che sono elencati come segue:
- Albania (1)
- Armenia (2)
- Austria (8)
- Belgio (1)
- Bulgaria (3)
- Croazia (2)
- Cipro (2)
- Rep. Ceca (8)
- Danimarca (6)
- Spagna (4)
- Estonia (3)
- Finlandia (8)
- Francia (6)
- Regno Unito (7)
- Georgia (9)
- Grecia (6)
- Ungheria (4)
- Irlanda (3)
- Islanda (8)
- Israele (1)
- Italia (8)
- Kosovo (2)
- Lettonia (4)
- Liechtenstein (3)
- Lituania (3)
- Monaco (1)
- Paesi Bassi (2)
- Paesi Bassi (8)
- Polonia (6)
- Portogallo (2)
- Romania (4)
- Slovenia (8)
- San Marino (3)
- Serbia (1)
- Svizzera (8)
- Slovacchia (6)
- Turchia (4)
- Ucraina (4)

## Podi

### Ragazzi
| Evento                    | Oro                  | Argento               | Bronzo               |
| Slalom (dettagli)         | Storm Andre Hagen    | Luken Garitano Iturbe | Freddy Carrick Smith |
| Slalom gigante (dettagli) | Freddy Carrick Smith | Storm Andre Hagen     | Ziggy Vrdoljak       |

### Ragazze
| Evento                    | Oro             | Argento        | Bronzo                |
| Slalom (dettagli)         | Ilona Charbotel | Marta Giaretta | Victoria Klotz        |
| Slalom gigante (dettagli) | Lara Bianchi    | Marta Giaretta | Helene Unheim Oveland |

### Gare miste
| Evento                         | Oro                                                                                            | Argento                                                           | Bronzo                                                     |
| Parallelo a squadre (dettagli) | Norvegia Helene Unhjem Oveland Storm Andre Hagen Victoria Nordmo Mikalsen Elias Hartford Kvael | Italia Marta Giaretta Luca Loranzi Victoria Klotz Alex Silbernagl | Rep. Ceca Lara Huml David Janda Tereza Koutná Ludvík Vaček |

## Medagliere
| Posiz. | Nazione     | Oro | Argento | Bronzo | Totale |
| ------ | ----------- | --- | ------- | ------ | ------ |
| 1      | Norvegia    | 2   | 1       | 1      | 4      |
| 2      | Regno Unito | 1   | 0       | 1      | 2      |
| 3      | Francia     | 1   | 0       | 0      | 1      |
| 3      | Svizzera    | 1   | 0       | 0      | 1      |
| 5      | Italia      | 0   | 3       | 1      | 4      |
| 6      | Spagna      | 0   | 1       | 0      | 1      |
| 7      | Croazia     | 0   | 0       | 1      | 1      |
| 7      | Rep. Ceca   | 0   | 0       | 1      | 1      |
| Totale | Totale      | 5   | 5       | 5      | 15     |